# Luis Grijalva
Luis Miguel Grijalva Morales (Ciudad de Guatemala, 10 de abril de 1999) es un corredor de larga distancia guatemalteco radicado en Estados Unidos.

## Biografía
Nació en la Ciudad de Guatemala, Guatemala, pero de pequeño su familia emigró a Estados Unidos cuando él tenía 1 año, llegando primero al Bronx, Nueva York y después se establecieron en Fairfield, California. En 2012 fue beneficiario del programa DACA. Desde pequeño mostró dotes de atleta y eso le ayudó a lograr una beca escolar en la preparatoria Armijo High School entre 2012 y 2017, allí fue donde registró marcas personales de 4:02 en 1 milla y 8:46 en 2 millas. 
Luego de graduarse se convirtió en un corredor destacado de la Universidad del Norte de Arizona, de la cual era becado, el entrenador Mike Smith fue el que lo buscó en su casa para convencerlo unirse al programa de atletismo de esa forma en 2017 se mudó a Flagstaff, Arizona, para continuar su carrera deportiva y académica.
Se clasificó para los Juegos Olímpicos de Tokio 2020 en los 5000 m con su tiempo de 13:13.14 en el Campeonato de Atletismo al Aire Libre de la División I de la NCAA de 2021 el 11 de junio de ese año.
Debido a que no tiene estatus legal en Estados Unidos, necesitaba un permiso de reingreso avanzado para asistir a los Juegos Olímpicos de Tokio, razón por la cual decidió representar a su país de nacimiento, Guatemala y logró conseguir el permiso para salir de Estados Unidos 2 días antes de la prueba en Tokio.  Su debut fue el 3 de agosto y clasificó a la final de su prueba, donde culminó puesto 12 e impuso nuevo récord nacional.
En 2022 se clasificó para el Campeonato Mundial de Atletismo en Eugene, Oregón, terminando cuarto en la final de 5000 metros con un tiempo de 13:10.44. En 2023 se clasificó para el Campeonato Mundial de Atletismo de 2023 en Budapest, Hungría, terminando cuarto en la final de 5000 metros con un tiempo de 13:12.50.

## Récords personales
| Superficie          | Evento     | Tiempo   | Fecha                  | Evento                                                      | Lugar                                                             | Notas |
| ------------------- | ---------- | -------- | ---------------------- | ----------------------------------------------------------- | ----------------------------------------------------------------- | ----- |
| Pista al aire libre | 800m       | 1:51:22  | 15 de mayo de 2021     | Big Sky Outdoor Track & Field Championships                 | Universidad Estatal de Weber, Ogden, Utah, USA                    |       |
| Pista al aire libre | 1500m      | 3:35.32  | 18 de julio de 2021    | Sound Running Sunset Tour                                   | Trabuco Hills High School, Misión Viejo, California, USA          | RN    |
| Pista al aire libre | Una milla  | 4:02.64  | 29 de julio de 2017    | TrackTown Summer Series                                     | Universidad Standford, Palo Alto, California, USA                 | RN    |
| Pista al aire libre | 3000m      | 7:38.67  | 30 de junio de 2022    | Wanda Liga de Diamante, BAUHAUS-galan                       | Estadio Olímpico, Estocolmo, Suecia                               | RN    |
| Pista al aire libre | Dos millas | 8:21.98  | 21 de agosto de 2021   | Wanda Liga de Diamante, Prefontaine Classic                 | Campo Hayward, Eugene, Oregon, USA                                |       |
| Pista al aire libre | 5000m      | 12:52.97 | 2 de junio de 2023     | Wanda Liga de Diamante, Golden Gala Pietro Mennea           | Estadio Luigi Ridolfi, Florencia, Italia                          | RN    |
| Pista al aire libre | 10000m     | 27:42:56 | 4 de marzo de 2023     | Sound Running The TEN                                       | JSerra Catholic High School, San Juan Capistrano, California, USA | RN    |
| Campo traviesa      | 10000m     | 29:39.00 | 9 de noviembre de 2018 | NCAA Division I Mountain Region Cross Country Championships | East Bay Golf Course, Provo, Utah, USA                            | RN    |
| Pista bajo techo    | 1500m      | 3:41.11  | 11 de febrero de 2022  | Lilac Grand Prix                                            | The Podium, Spokane, Washington, USA                              | RN    |
| Pista bajo techo    | Una milla  | 3:53.53  | 27 de enero de 2023    | John Thomas Terrier Classic                                 | Universidad de Boston, Boston, Massachusetts, USA                 | RN    |
| Pista bajo techo    | 3000m      | 7:33.86  | 11 de febrero de 2023  | Millrose Games                                              | Armory Track & Field Center, Nueva York, Nueva York, USA          | RN    |
| Pista bajo techo    | 5000m      | 13:29.74 | 24 de enero de 2020    | John Thomas Terrier Classic                                 | Universidad de Boston, Boston, Massachusetts, USA                 | RN    |

## Palmarés internacional
| Juegos Olímpicos   | Juegos Olímpicos        | Juegos Olímpicos | Juegos Olímpicos |
| Año                | Lugar                   | Resultado        | Prueba           |
| ------------------ | ----------------------- | ---------------- | ---------------- |
| 2020               | Tokio (Japón)           | 12º              | 5000 m           |
| Campeonato Mundial |                         |                  |                  |
| Año                | Lugar                   | Resultado        | Prueba           |
| 2022               | Eugene (Estados Unidos) | 4º               | 5000 m           |
| 2023               | Budapest (Hungría)      | 4º               | 5000 m           |